# Château de Gacé
Le château de Gacé est un ancien château fort fondé au XIe siècle, remanié au XIVe, pendant la guerre de Cent Ans, et mis au goût du jour jusqu'au XIXe siècle, qui se dresse sur le territoire de la commune française de Gacé dans le département de l'Orne, en région Normandie.
Le château abrite de nos jours les services municipaux de la commune ainsi qu'un petit musée consacré à la Dame aux camélias, Marie Duplessis. L'édifice est partiellement inscrit au titre des monuments historiques.

## Localisation
Le château est situé dans le centre-ville de Gacé, dans le département français de l'Orne. Il avait pour rôle d'assurer la défense de la vallée de la Touques.

## Historique
Le château d'origine ancienne apparaît pour la première fois à l'époque mérovingienne. C'est probablement en ce lieu que séjourna Hugues Capet avec son armée quand il mit le siège devant le château d'Exmes aux environs de 944.
C'est probablement à la fin du Xe siècle ou au début du XIe siècle qu'afin de suppléer à la faiblesse des fortifications de la ville épiscopale de Sées anéanties par les invasions normandes, que les places d'Exmes et de Gacé sont renforcées par les ducs de Normandie. Son premier seigneur connu est Raoul de Gacé († 1051), fils de Robert le Danois.
Au XIIe siècle Gacé est entre les mains de la famille de Sablé. En 1204, lors du rattachement de la Normandie au domaine royal français, Philippe de Gacé, seigneur du lieu, prit le parti de Philippe Auguste et conserva ainsi ses biens. Au XIIIe siècle, Gacé est la possession de la famille de Meullent, et passe, au XIVe siècle à la suite d'alliances à la famille de La Ferté-Fresnel. C'est Jean II et Jean III de La Ferté-Fresnel qui reconstruisirent le château très endommagé pendant la guerre de Cent Ans ou la place avait subit de nombreuses attaques.
Foulques IV Paisnel († 1413) est mentionné comme seigneur de Gacé.
Le château passe, vers 1414, dans les mains de la famille d'Estouteville, à la suite du mariage de Jeanne Paisnel de Moyon, avec Louis II d'Estouteville. Tombé aux mains des Anglais la forteresse est reprise en 1445 par le grand-oncle du futur Henri IV. C'est de la période d'occupation que date la grosse tour ouest, nommée tour Talbot, du nom d'un capitaine anglais.
Jacqueline d'Estouteville (v. 1480-1550), petite fille de Louis, et sa fille Adrienne d'Estouteville (1512-1560), séjournent tantôt à Gacé, à Valmont, Hambye ou au château des Galleries à Bricquebec.
Des Estouteville, le château passa aux Bourbon-Vendôme à la suite du mariage d'Adrienne d'Estouteville avec François Ier de Saint-Pol, et dans la seconde moitié du XVIe siècle à la famille de Matignon.
À l'aube de Révolution, Gacé est la propriété d'Anne-Charles-François de Montmorency-Luxembourg qui émigrera. Le château sera vendu comme bien national.

## Description
Le château se présente sous la forme d'une construction quadrangulaire avec un pavillon central en avancée, prenant appui à son extrémité nord-ouest sur la grosse tour de défense du XIVe siècle. Cette dernière, couronnée de mâchicoulis, percée de meurtrières et coiffée en poivrière, est bâtie en damiers irréguliers de calcaire et de grès ocre nommé « roussier ».
Les deux grosses tours rondes en briques et cerclées d'étroits bandeaux de pierre, précédées d'un pont-levis, qui flanquaient l'entrée du château, situées à l'extrémité de la façade ouest, sont bâties en 1449. Elles surveillent le porche central en arc surbaissé qui permet d’accéder à l'intérieur de la place.
La façade nord, face à la place, est bâtie au XVIe siècle. Le siècle suivant voit des travaux sur la façade sud-ouest. Lors de la Révolution française les habitants commencent à détruire une partie de la façade est, qui sera reconstruite au XIXe siècle en briques.

## Protection
Les façades et toitures sont inscrites au titre des monuments historiques par arrêté du 6 mai 1968.